# Catwoman: Hunted
Pour plus de détails, voir Fiche technique et Distribution.
Catwoman: Hunted ou Catwoman: chassée au Québec est un film d'animation américain réalisé par Shinsuke Terasawa et sorti directement en vidéo en 2022. Il s'agit du 46e film de la collection DC Universe Animated Original Movies.

## Synopsis
En tentant de dérober une émeraude inestimable, la voleuse Catwoman s'attire les foudres de Black Mask et de sa nouvelle associée  Barbara Minerva. Interpol saisit l'occasion pour recruter la féline voleuse et Batwoman afin de faire tomber Minerva et son cartel, Leviathan.

## Fiche technique
Sauf indication contraire, les informations mentionnées dans cette section peuvent être confirmées par la base de données cinématographiques IMDb,  présente dans la section « Liens externes ».
- Titre original et français : Catwoman: Hunted
- Titre québécois : Catwoman: chassée
- Réalisation : Shinsuke Terasawa
- Scénario : Greg Weisman
- Musique : Yutaka Yamada (en)
- Direction artistique du doublage original : Jamie Thomason
- Montage : Robert Ehrenreich
- Animation : OLM
- Production : Colin A.B.V. Lewis et Ethan Spaulding
  - Production déléguée : Sam Register
- Sociétés de production : Warner Bros. Animation et DC Entertainment
- Société de distribution : Warner Bros. Home Entertainment
- Pays de production :  États-Unis
- Langue originale : anglais
- Format : couleur — 1,78:1 — son Stéréo
- Genre : animation, super-héros
- Durée : 78 minutes
- Dates de sortie :
  - États-Unis : 8 février 2022
  - France : 22 février 2022
- Classification :
  - États-Unis : PG-13 (interdit -13 ans)
  - France : Tous publics

## Distribution

### Voix originales
- Elizabeth Gillies : Catwoman / Selina Kyle
- Stephanie Beatriz : Batwoman / Kate Kane
- Kirby Howell-Baptiste : Cheetah / Barbara Minerva
- Jonathan Banks : Black Mask / Roman Sionis
- Steve Blum : Solomon Grundy
- Lauren Cohan : Julia Pennyworth
- Jonathan Frakes : King Faraday (en), Boss Moxie
- Keith David : Tobias Whale (en)
- Zehra Fazal (en) : Talia al Ghul, Nosferata
- Andrew Kishino (en) : Mr. Yakuza, Domino 6
- Ron Yuan (en) : Doctor Tzin
- Jacqueline Obradors : La Dama
- Kelly Hu :  Cheshire / Jade Nguyen (en)
- Eric Lopez: Domino 1

### Voix françaises
- Françoise Cadol : Catwoman / Selina Kyle
- Vanessa Van-Geneugden : Batwoman / Kate Kane
- Annie Milon : Cheetah / Barbara Minerva
- Patrick Raynal : Black Mask / Roman Sionis
- Pascal Casanova : Solomon Grundy
- Sybille Tureau : Julia Pennyworth
- Bernard Bollet : King Faraday
- Fabrice Lelyon : Boss Moxie
- Thierry Mercier : Tobias Whale
- Pascale Chemin : Talia al Ghul
- Claire Morin : Nosferata
- Julien Chatelet : Mr. Yakuza
- Ethel Houbiers : La Dama
- Elisabeth Fargeot :  Cheshire / Jade Nguyen

Société de doublage VF : Deluxe, adaptation VF : Lila Chir, direction artistique VF : Virginie Ledieu
 Source : voix originales et françaises sur Latourdesheros.com.

## Production
Le film est annoncé le 17 août 2021 avec son casting vocal rassemblant Elizabeth Gillies dans le rôle de Catwoman, Stephanie Beatriz en Batwoman et Jonathan Banks en Black Mask. La réalisation est confiée à Shinsuke Terasawa, l'écriture à Greg Weisman tandis qu'Ethan Spaulding, qui a déjà réalisé d'autres films d'animation DC Comics, est producteur avec Colin A.B.V. Lewis. On retrouve Sam Register en tant que producteur délégué, poste qu'il occupe régulièrement dans les films de la collection DC Universe Animated Original Movies.
Le scénario de Greg Weisman est une histoire originale qu'il déclare, lors de la sortie du film en février 2022, comme « adjacente » à la série animée La Ligue des justiciers : Nouvelle Génération (Young Justice) sur laquelle il a travaillé. Il est porté par une réalisation 2D classique et d'après Sam Stone de CBR, « ce choix capture la beauté du style artistique traditionnel et montre à quel point les visages familiers de DC correspondent à cette approche ».